# Casa di Schiller
La casa di Schiller (Schillerhaus) è un museo gestito dalla Klassik Stiftung Weimar nell'ex casa di Friedrich Schiller (1759-1805) a Weimar. Nel 1988 è stato costruito il nuovo Museo Schiller dietro la casa, ora utilizzato per mostre speciali e temporanee dalla Klassik Stiftung Weimar. Dal 1998 fa parte del patrimonio mondiale dell'UNESCO come parte dell'insieme di edifici facenti parte della Weimar classica.

## Storia e descrizione

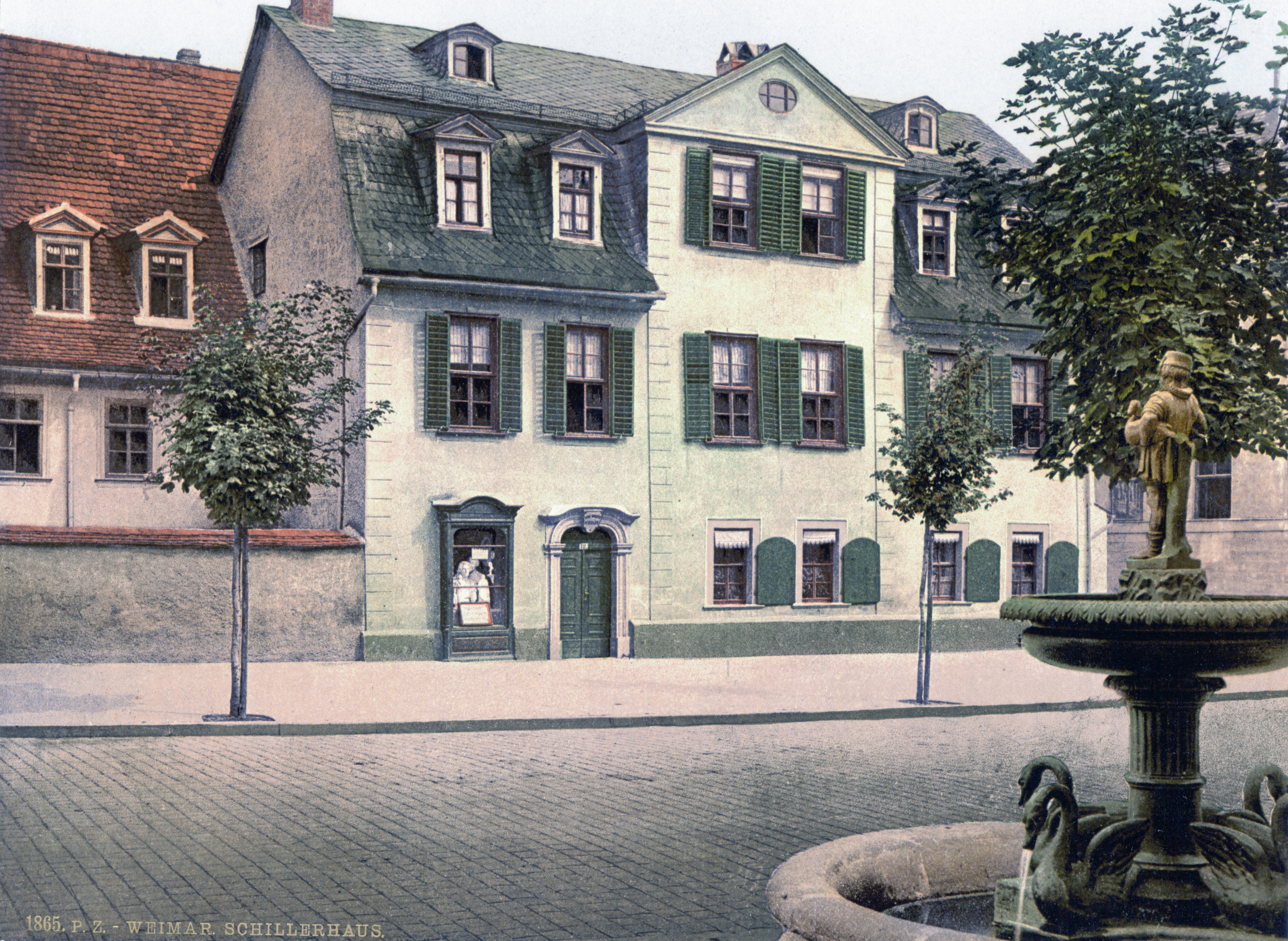
Casa di Schiller intorno al 1900

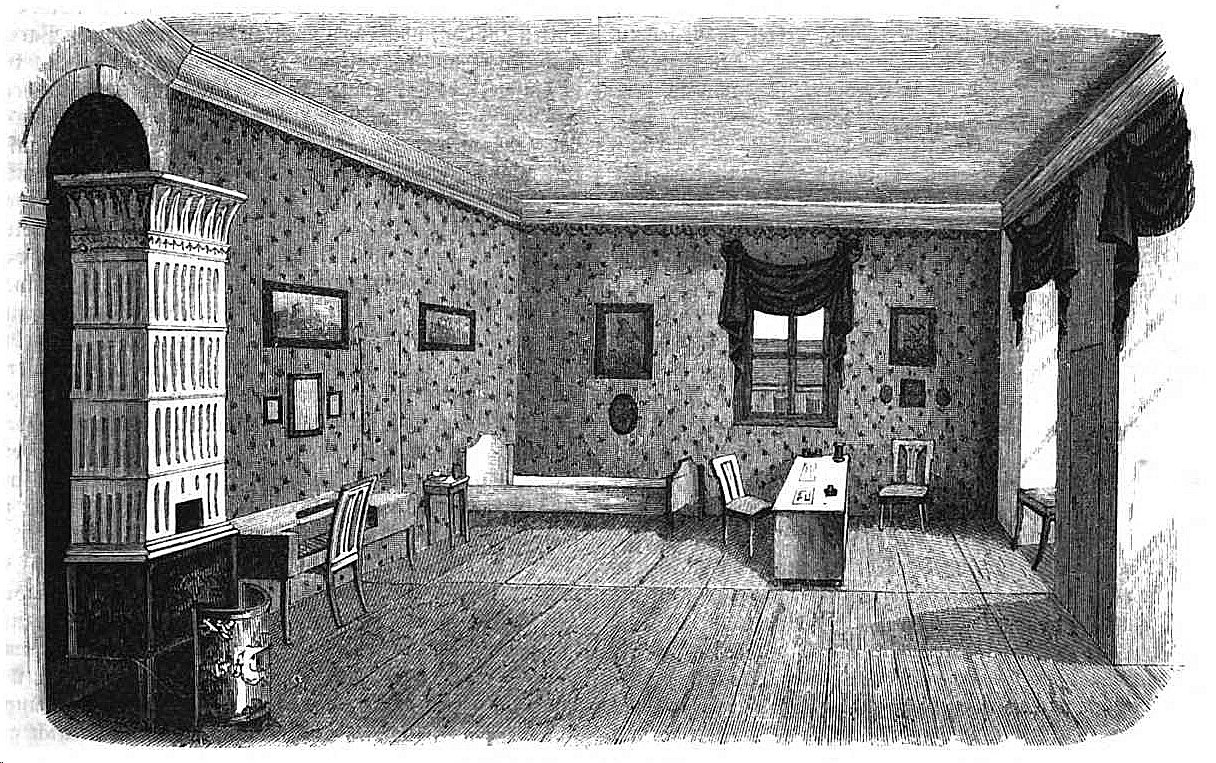
Studio di Schiller e stanza in cui morì (1853)

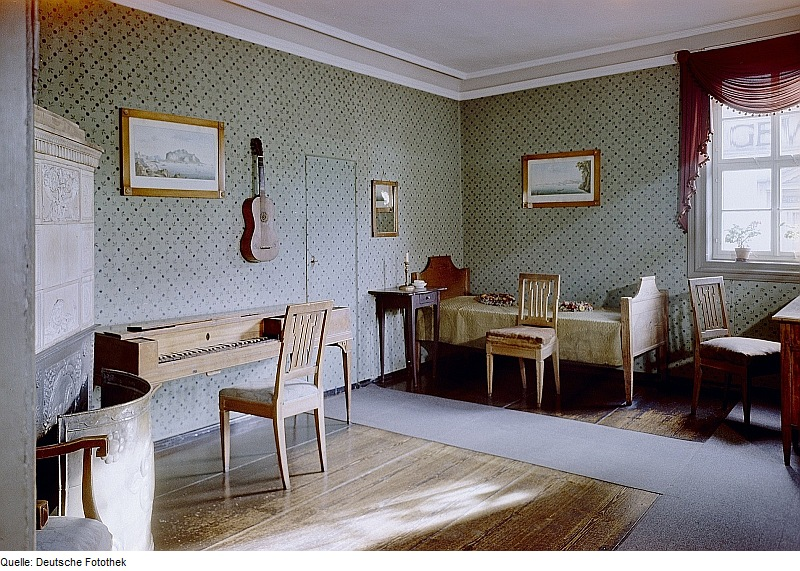
Lo studio di Schiller ai giorni nostri (1963)

La casa fu originariamente costruita per un commerciante nel 1777 da Anton Georg Hauptmann (1735-1803). Gli annessi esistenti sono stati integrati in data posteriore. Il termine "Münze" usato per indicare questi vecchi annessi è dovuto al fatto che, sul terreno della casa, esisteva una zecca del principato. 
La casa si trova nell'odierna Schillerstraße 12, l'antica Esplanade, costruita tra il 1760 e il 1765 dopo lo smantellamento delle antiche fortificazioni della città. Nel 1801 la casa fu acquistata dallo scrittore e traduttore inglese Charles Mellish di Blyth, che la vendette a Schiller nel marzo 1802. Schiller e la sua famiglia vi si trasferirono il 29 aprile 1802. In precedenza, dal 3 dicembre del 1799, la famiglia Schiller, che si trasferì da Jena a Weimar, viveva in un appartamento in affitto a Windischengasse. Non trovando adeguata la sistemazione, approfittò di una opportunità, prese in prestito 4200 Reichstaler e acquistò la casa. 
Schiller eseguì numerosi lavori di ristrutturazione, compreso lo spostamento della tromba delle scale dall'edificio anteriore all'area tra questo e quello posteriore. Gli alloggi della famiglia e le camere da letto della moglie e delle loro figlie furono sistemate al primo piano. Lo studio e il soggiorno di Schiller furono allestiti al secondo piano, nella mansarda. 
All'epoca di Schiller, la casa era dipinta di grigio con la struttura color ocra. La vernice gialla di oggi, con struttura blu-verde, corrisponde alla combinazione di colori originale. 
Friedrich von Schiller morì la sera del 9 maggio 1805 nella sua casa. La moglie, Charlotte, continuò a vivere lì con i quattro figli, e più tardi, quando questi lasciarono la casa, affittò singole stanze. Il 9 luglio 1826 morì anche Charlotte ed i figli vendettero la casa, nel 1827, all'ispettore orticolo Johann Christoph Gottlob Weise, che la affidò a sua moglie. Parti della struttura vennero messe all'asta. 
Nel 1847 la proprietà fu acquisita dalla città di Weimar che vi allestì un memoriale di Schiller cercando di arredarla con mobili dell'epoca, in particolare lo studio di Schiller e la stanza in cui morì. Negli anni seguenti, al piano terra c'era un piccolo negozio d'arte, che esistette fino al 1905. A volte nel periodo successivo al 1847, le stanze degli edifici anteriore e posteriore erano utilizzate dalla Fondazione Schiller e dalle società Goethe e Shakespeare e/o affittate come abitazioni. 
Nel 1945, il centro cittadino fu gravemente colpito dalle incursioni aeree su Weimar, che lasciarono il segno anche sulla casa di Schiller. Tuttavia, la casa venne riaperta nel novembre del 1946 dopo estesi interventi di ristrutturazione da parte della città di Weimar. 
La casa di Schiller è stata ampiamente restaurata negli anni '80. Durante questo periodo, è stato costruito il nuovo museo Schiller dietro la casa. Oggi la casa, compreso il museo annesso, fa parte dell'inventario amministrativo della Klassik Stiftung Weimar.

## Museo Schiller

### Storia
Il museo Schiller è stato costruito dal 1984 al 1988 ed è collegato alla casa storica originariamente dedicata alla vita e al lavoro di Schiller. Era l'unico nuovo edificio di un museo della letteratura nella DDR. Mostre speciali e temporanee della Klassik Stiftung Weimar vengono organizzate nelle tre grandi sale espositive.